# Az öt kedvenc
Az öt kedvenc (eredeti cím: Top Five) 2014-ben bemutatott amerikai romantikus filmvígjáték, melynek forgatókönyvírója, rendezője és egyik főszereplője Chris Rock. További fontosabb szerepekben Rosario Dawson és Gabrielle Union látható.
Világpremierje a 2014-es Torontói Nemzetközi Filmfesztiválon különleges szekciójában volt. Az Amerikai Egyesült Államokban 2014. december 12-én mutatták be a Paramount Pictures forgalmazásában.
A film pozitív értékeléseket kapott a kritikusoktól, akik dicsérték a szereplők alakításait, valamint Rock forgatókönyvét és rendezését. Woody Allen Csillagporos emlékek (1980) című filmjével való hasonlósága miatt azonban bírálatok érték.

## Szereplők
| Szerep                         | Színész                | Magyar hang         |
| ------------------------------ | ---------------------- | ------------------- |
| Andre Allen                    | Chris Rock             | Kálloy Molnár Péter |
| Chelsea Brown újságíró         | Rosario Dawson         | Pikali Gerda        |
| Erica Long, Allen menyasszonya | Gabrielle Union        | Bánfalvi Eszter     |
| Charles, Allen ügynöke         | Kevin Hart             | Varga Rókus         |
| Vanessa, Allen volt barátnője  | Sherri Shepherd        | Börcsök Enikő       |
| Silk, Andre asszisztense       | J. B. Smoove           | Sótonyi Gábor       |
| Benny Barnes                   | Romany Malco           | Király Attila       |
| Tammy                          | Hayley Marie Norman    | Erdős Borcsa        |
| Rhonda                         | Karlie Redd            | Várkonyi Andrea     |
| publicista                     | Rachel Feinstein       |                     |
| fiatal képregényes             | Dan Naturman           |                     |
| motoros srác                   | Rick Shapiro           |                     |
| Uprize színész                 | Greer Barnes           |                     |
| Lisa                           | Leslie Jones           | Nyakó Júlia         |
| önmaga                         | Whoopi Goldberg        | Kocsis Mariann      |
| önmaga                         | Jerry Seinfeld         | Rajkai Zoltán       |
| önmaga                         | Adam Sandler           | Csőre Gábor         |
| Fred                           | Tracy Morgan           | Bognár Tamás        |
| Brad                           | Anders Holm            |                     |
| Ryan                           | Matthew Wilkas         | Dányi Krisztián     |
| Jazzy Dee                      | Cedric the Entertainer | Schneider Zoltán    |
| önmaga                         | Opie és Anthony Cumia  |                     |
| Paul                           | Michael Che            | Sarádi Zsolt        |
| Carl Allen, Andre apja         | Ben Vereen             | Forgács Gábor       |
| hangmérnök                     | Brian Regan            | Incze József        |
| Mike                           | Jay Pharoah            | Horváth Illés       |
| Craig                          | Hassan Johnson         | Maday Gábor         |
| rendőrtiszt                    | Doug Stanhope          |                     |
| színházigazgató                | Tichina Arnold         |                     |
| önmaga                         | Luis Guzmán            |                     |
| telefonáló hölgy               | Julie Halston          |                     |
| Chelsea nagyanyja              | Míriam Colón           |                     |
| Chelsea anyja                  | Olga Merediz           | Andresz Kati        |
| önmaga                         | Taraji P. Henson       | Dóka Andrea         |
| önmaga                         | Gabourey Sidibe        |                     |
| önmaga                         | DMX                    | Galambos Péter      |
| önmaga                         | Charlie Rose           | Karsai István       |
| önmaga                         | Bruce Bruce            | Bácskai János       |

## A film készítése
A film forgatása 2013. június 24-én kezdődött New Yorkban. 2014 júniusában a film eredeti címe megváltozott Finally Famous-ről Top Five-ra.

## Házimozi-megjelenés
2015. március 17-én jelent meg DVD-n és Blu-rayen.

## Díjak és jelölések
| Díj                         | Kategória                     | Jelölt           | Eredmény |
| --------------------------- | ----------------------------- | ---------------- | -------- |
| 20th Critics' Choice Awards | Legjobb vígjáték              | Legjobb vígjáték | Jelölve  |
| 20th Critics' Choice Awards | Legjobb színész vígjátékban   | Chris Rock       | Jelölve  |
| 20th Critics' Choice Awards | Legjobb színésznő vígjátékban | Rosario Dawson   | Jelölve  |